# Stjepan Jukić
Stjepan Jukić (Đakovo, 10 december 1979) is een Kroatisch voetballer.

## Clubcarrière
Stjepan Jukić speelde tussen 1999 en 2014 voor Osijek, Šibenik, Lokeren, Sanfrecce Hiroshima, Croatia Sesvete, Qingdao Jonoon, Chongqing Lifan en NK Trnje Zagreb. Hij tekende in 2014 bij NK konavljanin.